# تجارت توسعه
توسعه تجارت (به انگلیسی: Development Business) نشریه‌ای آن‌لاین و مکتوب است که توسط بخش اطلاعات عمومی سازمان ملل منتشر می‌شود.
این نشریه منبع رسمی اطلاعات تدارکات بین‌المللی و حاوی اعلان مزایده‌ها، قراردادهای برنده و خلاصه عملیات کلیه بانکهای عمده توسعه بین‌المللی، دولتها و سازمان ملل به همراه نهادهای وابسته به  آن است که در سال ۱۹۷۸ با حمایت بانک جهانی، بانک توسعه آسیایی، بانک توسعه افریقا، بانک توسعه حوزه کارائیب و بانک توسعه بین آمریکایی تأسیس گردید.

## منبع
- مشارکت‌کنندگان ویکی‌پدیا. «Development Business». در دانشنامهٔ ویکی‌پدیای انگلیسی، بازبینی‌شده در ۷ شهریور ۱۳۹۲ خورشیدی.